# Rana Ross
Rana Ross, född 30 oktober 1961 i Brooklyn, New York, död 28 april 2003, var en amerikansk basist.
Ross spelade i och turnerade tillsammans med det amerikanska metalbandet Phantom Blue 1994-1996 efter att basisten Kim Nielsen-Parsons hade hoppat av. I samband med att Roxy Petrucci och Janet Gardner återförenade hårdrocksbandet Vixen 1997 anlitades Gina Stile och Ross som bandets gitarrist respektive basist. Efter en turné genom USA samma år hoppade Ross av. Hon dog i en hjärtattack 28 april 2003.